# Mechanicsville (Comtat de Montour)
Mechanicsville és una concentració de població designada pel cens del Comtat de Montour a l'estat de Pennsilvània dels Estats Units d'Amèrica

## Demografia
Segons el cens dels Estats Units del 2000 Mechanicsville tenia 3.099 habitants., 1.172 habitatges, i 732 famílies. La densitat de població era de 586,5 habitants/km².
Dels 1.172 habitatges en un 27,6% hi vivien nens de menys de 18 anys, en un 51,2% hi vivien parelles casades, en un 9% dones solteres, i en un 37,5% no eren unitats familiars. En el 35,4% dels habitatges hi vivien persones soles el 18,3% de les quals corresponia a persones de 65 anys o més que vivien soles. El nombre mitjà de persones vivint en cada habitatge era de 2,2 i el nombre mitjà de persones que vivien en cada família era de 2,85.
Per edats la població es repartia de la següent manera: un 20,4% tenia menys de 18 anys, un 4,1% entre 18 i 24, un 21,5% entre 25 i 44, un 22,3% de 45 a 60 i un 31,7% 65 anys o més.
L'edat mediana era de 47 anys. Per cada 100 dones de 18 o més anys hi havia 63,8 homes.
La renda mediana per habitatge era de 42.750 $ i la renda mediana per família de 54.559 $. Els homes tenien una renda mediana de 46.719 $ mentre que les dones 31.638 $. La renda per capita de la població era de 22.528 $. Entorn del 3,2% de les famílies i el 9,6% de la població estaven per davall del llindar de pobresa.

## Poblacions properes
El següent diagrama mostra les poblacions més properes.